# Roxanne Kwant
Roxanne Kwant (Ermelo, 17 maart 1999) is een Nederlandse presentatrice, influencer en tiktokker.

## Biografie
Kwant groeide op in Ermelo. Haar moeder was presentatrice en omroepster bij Veronica. Dit inspireerde Kwant om ook presentatrice te worden. Haar eerste presentatieklus was bij RUMAG. Tijdens haar periode als presentatrice van RUMAG werd ze tijdens een reportage op Station Haarlem aangerand door een man van middelbare leeftijd. Kwant besloot aangifte te doen tegen de man.
Op twaalfjarige leeftijd werd bij Kwant diabetes type 1 gediagnosticeerd. Tijdens een bezoek aan een festival kreeg Kwant een hypo en redde een tatoeage van haar aandoening haar leven.
In 2022 deed Kwant mee aan het RTL 4-televisieprogramma Het perfecte plaatje in Argentinië. Ze viel in de vierde aflevering af.
In 2025 nam Kwant samen met Duncan Tromp deel aan het AVROTROS-programma Hunted. Het duo werd in de tweede aflevering gepakt. Kwant maakte in 2025 haar acteerdebuut in de bioscoopfilm Lekker met de meiden. Daarnaast was Kwant in 2025 ambassadrice van de eerste Barbiepop met diabetes.

## Filmografie

### Films
| Jaar | Film                 | Rol   |
| ---- | -------------------- | ----- |
| 2025 | Lekker met de meiden | Linda |

### Televisieprogramma's
| Jaar | Televisieprogramma                   | Opmerkingen                 |
| ---- | ------------------------------------ | --------------------------- |
| 2021 | Like Me I'm Famous                   | [ 11 ]                      |
| 2022 | Het perfecte plaatje in Argentinië   |                             |
| 2022 | De Kluis                             | Met Josylvio en Jack $hirak |
| 2023 | De gevaarlijkste wegen van de wereld | Samen met Ireen Wüst        |
| 2024 | Waku Waku                            |                             |
| 2024 | Moordfeest                           | [ 13 ]                      |